# لاري فرايداي
لاري فرايداي (بالإنجليزية: Larry Friday)‏ هو لاعب كرة قدم أمريكية أمريكي، ولد في 23 يناير 1958 في جاكسون في الولايات المتحدة.

## وصلات خارجية
- لاري فرايداي على موقع مرجع كرة القدم المحترفة.كوم (الإنجليزية)